# Нене, Леви
Леви́ Закария́ Нене́ (фр. Levy Zakaria Néné; родился 17 марта 2006) — малийский футболист, вингер датского клуба «Норшелланн».

## Клубная карьера
Родился в Каесе (Мали) в семье ивуарийцев. Выступал за футбольную академию «Райт ту Дрим» в Гане. Летом 2024 года перешёл в датский клуб «Норшелланн». 19 июля 2024 года дебютировал за «Норшелланн» в матче датской Суперлиги против «Ольборга». 23 октября 2024 года забил свой первый гол за «Норшелланн» в матче Кубка Дании против клуба «Брабранн».

## Личная жизнь
Старший брат Доржелес Нене также является профессиональным футболистом и выступает за сборную Мали.